# NGC 6463
NGC 6463 este o galaxie situată în constelația Dragonul. A fost descoperită în 1886 de către Lewis A. Swift.